# 緊急醫療技術員

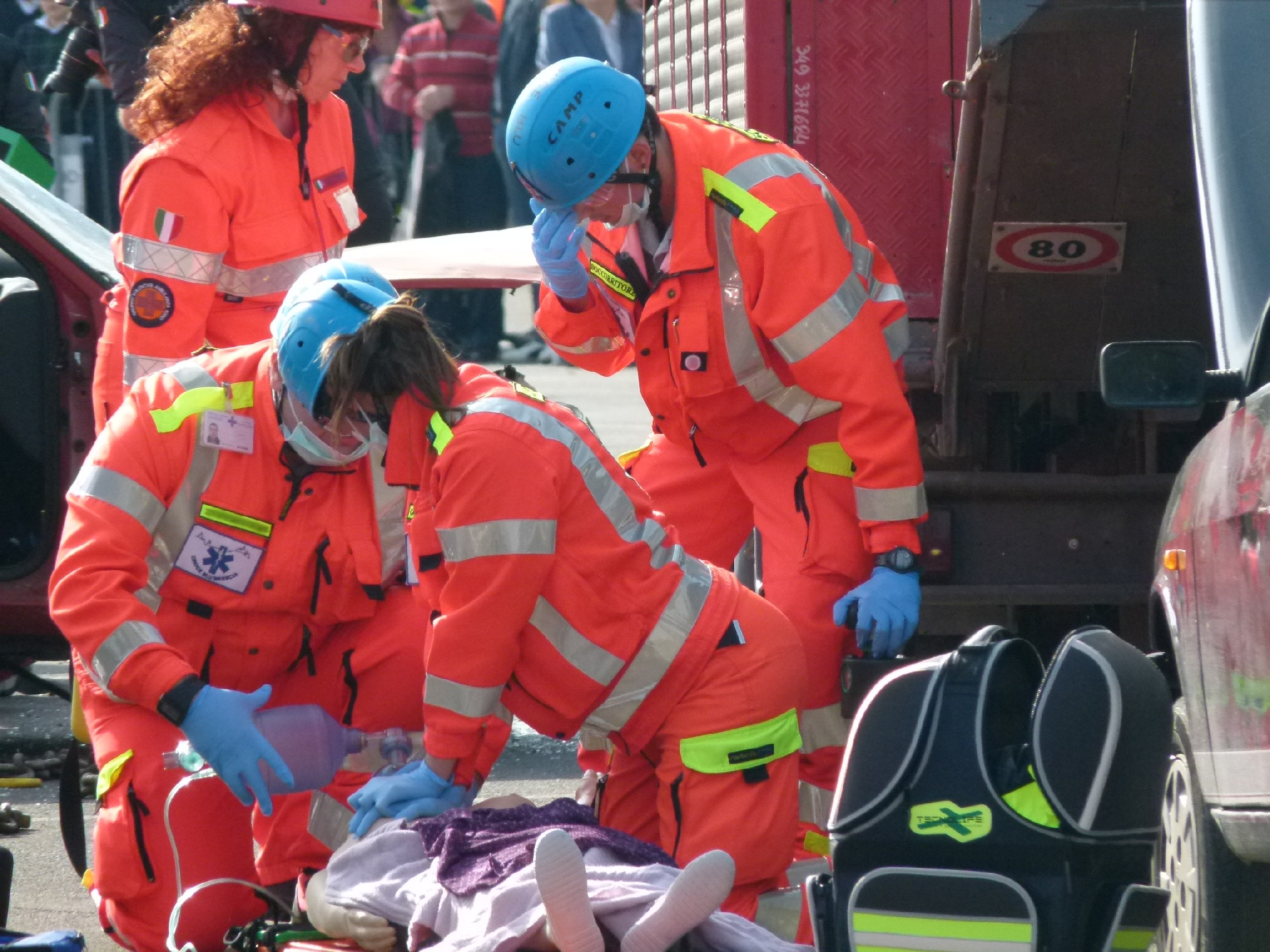
緊急醫療技術員利用復甦安妮（假人）演練心肺復甦術。

緊急醫療技術員（英語：Emergency medical technician，縮寫為EMT）或救護技術員（英語：Ambulance technician），簡稱救護員或急救员，指提供緊急醫療服務的專業人員，但在一些國家，亦表示僅提供簡單急救服務的人員。
根據生命之鏈的概念，在心跳停止及呼吸停止的狀態下，4分鐘內人的腦細胞開始死亡，10分鐘內可致腦死，因此全世界對病危患者之救治以4分鐘內能提供基本救命術及8分鐘內能給予高級救命術為目標。
緊急醫療服務是專業急救能力的代名詞，出動救護車時所有隨車人員均必須接受完整的救護技能訓練，在緊急醫療技術56個小時的法定訓練時數中（以初級救護技術員為例），包含內科及外科常見的急症處置及初階的生理概念，並強調技術操作的部分，例如處理脊椎與頸椎傷害（使用長背板與頸圈）、處理呼吸急症（使用氧氣及抽吸機）、察覺腦部傷害、及大規模的初步檢傷分類等等。

## 各地的紧急医疗技术员

### 中国大陆
仅有中国红十字会所属急救员受政府官方认可，亦有AHA（美国心脏协会）组织民间急救培训。
中国红十字会紧急医疗技术员分为救护师资与救护员，救护师资需培训6天（48学时），救护员需培训2天（16学时）。完成培训并考核通过颁发红十字救护师（员）证，有效期3年，逾期需复训。参与现场救助需出示相关证件。

### 臺灣
救護技術員可分爲初級救護員（EMT-1）、中級救護員（EMT-2）和高級救護員（EMT-P）三個等級，能夠進行的施救項目也有所不同，在救護員施行救護時，需佩帶救護員證書。
欲成為救護技術員，需至衛生福利部規定之機關、機構或是團體，完成相對應級別(EMT-1、EMT-2、EMT-P)規定時數及科目的訓練課程，通過考試測驗或甄試後，並登錄於衛生福利部緊急醫療管理系統中，方能取得相對應的救護技術員之資格，且需在證書有效期限內，定期接受足夠時數的繼續教育課程以延展其資格。現行提供緊急醫療服務之救護技術員大部分爲消防員、替代役男、鳳凰志工隊、救護義消以及民間公司所負責的民間救護人員。
救護技術員訓練單位，除各縣市的消防局、衛生局、部分學校及部分醫院可以開班授課外，民間團體經衛生福利部許可後，也可以開辦救護技術員課程，供考取該證照及繼續教育課程以延展資格。
各級救護技術員證書遺失、損壞或證書上的個人資料修改以致需要換發，可以由本人持相關證明文件與最近一吋正面脫帽半身照片三張，向原訓練單位或上述開課單位，申請證書補發或換發。
因各級救護技術員訓練課程多數已包括《職業安全衛生教育訓練規則》第16條第2項及附件2訓練課程內容，故若取得各級救護技術員資格，且證書仍在有效時間內，得認定具有《勞工健康保護規則》第9條第2項第2款所定之合格急救人員資格，每年需依《職業安全衛生教育訓練規則》第19條第1項第5款規定，接受每3年至少3小時之勞工安全衛生在職教育訓練。

## 外部連結
- 衛生福利部緊急醫療管理系統 （页面存档备份，存于）
- 緊急醫療技術員 - 中華民國搜救總隊 （页面存档备份，存于）
- 救護技術員管理辦法-全國法規資料庫 （页面存档备份，存于）
- 急診團隊的好搭檔－緊急救護技術員(EMT)  ----高醫醫訊 （页面存档备份，存于）